# Mustelus canis
Espèce
Répartition géographique
Statut de conservation UICN

 NT  : Quasi menacé
Mustelus canis est une espèce de requins.